# Bubu Mazibuko
Bubu Mazibuko es una actriz sudafricana.

## Biografía
Mazibuko nació el 13 de diciembre de 1975 en Soweto, Sudáfrica. Por esa época, el país se encontraba bajo el apartheid, por lo cual sus padres la enviaron a estudiar en Suazilandia.

## Carrera
En 1993, recibió la oportunidad de estudiar en Estados Unidos, sin embargo su patrocinador falleció dos semanas después de su llegada al país norteamericano. Aunque tuvo que dejar la academia, optó por quedarse y dedicarse al cine y al teatro. En 1998, debutó en la película Desert Diners y, posteriormente, participó en Lost and Found.
Mazibuko interpretó a Betsy en la película Atrapa el fuego del 2006. También interpretó a Thuli en la serie de televisión Gaz'lam (2002-2005), por la que fue nominada a un premio Duku Duku en la categoría mejor actriz de drama. Por su interpretación de Lindiwe en la película Man on Ground (2011), fue nominada en los Africa Magic Viewers Choice Awards como Mejor Actriz en un Drama.

## Vida privada
Está casada con Langa Masina desde 2016.

## Filmografía seleccionada
- Atrapa el fuego (2006)
- Gangster's Paradise: Jerusalema (2008)
- A Small Town Called Descent (2010)
- Man on Ground (2011)
- Mandela: Un largo camino hacia la libertad (2013)